# 水沢謙一
水沢 謙一（みずさわ けんいち、1910年5月23日 - 1994年7月2日）は、日本の昔話研究家。

## 人物経歴
新潟県古志郡栖吉村（現長岡市）生まれ。1929年、新潟師範学校卒。1969年に長岡市立新町小学校校長を定年退職した後、長岡市文化財委員長、長岡市史編纂委員を務めた。教職のかたわら民話を収集し、新潟県文化功労賞、柳田国男賞を受賞する。また、勲五等双光旭日章を受章した。

## 編著書
- 『昔あったてんがな 宮内昔話集』長岡史蹟保存会, 1956
- 『とんと昔があったげど 越後の昔話』第1-2集 (日本の昔話 編. 未来社 1957-58
- 『越後の民話』 (日本の民話 編. 未来社, 1957
- 『とんと一つあったてんがな 越後の昔話』(日本の昔話 編. 未来社, 1958
- 『いきがポーンとさけた 越後の昔話』(日本の昔話 編. 未来社, 1958
- 『越後のシンデレラ ぬかふく,こめふく昔話』野島出版, 1964
- 『おばばの昔ばなし 池田チセ(75才)の語る百四十話』野島出版, 1966
- 『雪国の夜語り 越後の昔ばなし』野島出版, 1968
- 『赤い聞耳ずきん 下条登美(64才)の語る二百五十一話』録音資料 野島出版, 1969
- 『昔話ノート 採集と研究』野島出版, 1969
- 『見るなの花ざしき 母と子のための昔ばなし集』水野庄三絵. 野島出版, 1969
- 『ろばたのトントムカシ 小千谷の昔ばなし』野島出版, 1971
- 『ふるさとの夜語り 長岡・東山の昔話集』野島出版, 1972
- 『黒い玉・青い玉・赤い玉 越後の三枚の札』野島出版, 1972
- 『おばばの昔ばなし 池田チセ(75才)の語る百五十四話』野島出版, 1973
- 『日本の昔話 8 越後の昔話』編　日本放送出版協会, 1974
- 『花の民俗』毎日新聞長岡支局編. 野島出版, 1974
- 『雪国のおばばの昔 日本民話』講談社, 1974
- 『新潟県の昔話集』野島出版, 1974
- 『ばばさのトントンムカシ 波多野ヨスミの語る百話』野島出版, 1976
- 『瞽女のごめんなんしょ昔 日本民話』講談社, 1976
- 『全国昔話資料集成 22 越後宮内昔話集 新潟』編 岩崎美術社, 1977
- 『あったてんがな』朝日新聞新潟長岡支局 編. 野島出版, 1978
- 『おばばの夜語り 新潟の昔話』 (平凡社名作文庫)水野庄三絵. 平凡社, 1978
- 『越後の民話 第2集』 (日本の民話) 編. 未来社, 1978
- 『蝶になったたましい 昔話と遊魂信仰』野島出版, 1979
- 『昔話を追って』新潟日報事業社, 1979
- 『聞耳草紙 母と子のための昔話集』水野庄三絵. 野島出版, 1980
- 『風の神と子どもたち 古志郡二十村郷昔話集』新潟日報事業社, 1980
- 『雪国の炉ばた語り 越後・栃尾郷の昔話』名著刊行会, 1983
- 『トントン昔アッタテンガ 新潟市の昔話集』野島出版, 1983
- 『あったてんがな 見附の昔話』編. 見附市教育委員会, 1983
- 『夢を買う話 長岡の昔話と民俗』長岡書店の会, 1984
- 『さんまいのおふだ 新潟の昔話』(こどものとも傑作集)再話, 梶山俊夫画. 福音館書店, 1985
- 『あったてんがの 下条登美の100話』編. 国土社, 1988
- 『いりひろせ物語 越後・入広瀬村の昔話と民俗』編. 国土社, 1989
- 『夢買長者 三条市・見附市・加茂市・田上町・中之島町・栄町・下田村の昔話』野島出版, 1992
- 『えちご艶笑譚』高志書院, 1998